# Myrmarachne himalayensis
Myrmarachne himalayensis là một loài nhện trong họ Salticidae.
Loài này thuộc chi Myrmarachne. Myrmarachne himalayensis được K. Narayan miêu tả năm 1915.